# Doob-Zerlegung
Der Satz über die Doob-Zerlegung, benannt nach dem US-amerikanischen Mathematiker Joseph L. Doob, ist in der Wahrscheinlichkeitstheorie eine Aussage über die Darstellung eines stochastischen Prozesses als Martingal. Er besagt, dass sich ein stochastischer Prozess in einen Martingalteil {\displaystyle M} und einen vorhersagbaren Anteil {\displaystyle A} (auch Kompensator genannt) zerlegen lässt. {\displaystyle A} lässt sich als Drift des Prozesses interpretieren und {\displaystyle M} als die aufaddierten (unsystematischen) Schwankungen um die Drift. Anwendung ist beispielsweise die Darstellung des quadratischen Variationsprozesses in diskreter Zeit.
Das Analogon in stetiger Zeit ist die Doob-Meyer-Zerlegung.

## Aussage
Seien {\displaystyle (\Omega ,{\mathcal {A}},P)} ein Wahrscheinlichkeitsraum und {\displaystyle {\mathcal {F}}=({\mathcal {F}}_{n})_{n\in \mathbb {N} }} eine Filtrierung. Jeder an {\displaystyle {\mathcal {F}}} adaptierte und integrierbare stochastische Prozess {\displaystyle (X_{n})_{n\in \mathbb {N} }} ist dann darstellbar als {\displaystyle X=M+A}, wobei {\displaystyle M} ein Martingal und {\displaystyle A} vorhersagbar ist, d. h., es gilt: {\displaystyle A_{n+1}} ist {\displaystyle {\mathcal {F}}_{n}}-messbar für alle {\displaystyle n\in \mathbb {N} }. Mit der Festsetzung {\displaystyle A_{0}=0} ist diese Zerlegung eindeutig. Weiter ist {\displaystyle A} genau dann monoton wachsend, wenn {\displaystyle X} ein Submartingal ist.

## Beweis
Definiert man für {\displaystyle n\in \mathbb {N} }
- {\displaystyle M_{n}:=X_{0}+\sum _{k=1}^{n}{\bigl (}X_{k}-\mathbb {E} [X_{k}\mid {\mathcal {F}}_{k-1}]{\bigr )}} und
- {\displaystyle A_{n}:=\sum _{k=1}^{n}{\bigl (}\mathbb {E} [X_{k}\mid {\mathcal {F}}_{k-1}]-X_{k-1}{\bigr )},}

dann gilt {\displaystyle X_{n}=M_{n}+A_{n}}. Die Martingaleigenschaft von {\displaystyle M} und Vorhersagbarkeit von {\displaystyle A} folgen direkt aus der Definition. 
Die Eindeutigkeit folgt aus der Tatsache, dass für eine weitere derartige Zerlegung {\displaystyle X=M'+A'} der Prozess {\displaystyle M-M'=A'-A} sowohl vorhersagbar als auch ein Martingal ist. Dies ist aber nur möglich, wenn er konstant ist.
Falls {\displaystyle X} ein Submartingal ist, dann sind alle Summanden von {\displaystyle A_{n}} größer oder gleich 0, also ist {\displaystyle A} ein monoton wachsender Prozess.